# Blåstrupig ara
Blåstrupig ara (Ara glaucogularis) är en utrotningshotad fågelart i släktet aror som är endemisk för Bolivia.

## Utseende
Den adulta fågeln blir omkring 85 centimeter lång, inkluderat stjärtfjädrarna, med en fjäderdräkt i blått, blågrönt och gult. Som dess trivialnamn antyder är ett kännetecken för arten den blå strupen. 

## Utbredning och systematik
Fågeln förekommer i norra Bolivia, i Llanos de Moxos och Beni. Den behandlas som monotypisk, det vill säga att den inte delas in i några underarter.

## Levnadssätt
Den blåstrupiga aran föredrar stora, ihåliga träd för sitt bobygge. Häckningdstiden infaller mellan november och mars och vanligen föder de upp en till två ungar per häckning.

## Status och hot
Den blåstrupiga aran är klassad som akut hotad av IUCN och det vilda beståndet uppskattas bestå av endast 250 till 300 individer. Det största hotet mot arten är att den infågas och säljs illegalt som burfågel. Brist på lämpliga boträd, på grund av avverkning till bränsle och röjande av betesmarker, är en annan bidragande orsak till dess tillbakagång.